# Natalla Marczanka
Natalla Alehauna Marczanka (biał. Наталля Алегаўна Марчанка; ur. 19 maja 1979 w Rzeczycy) – białoruska koszykarka grająca na pozycji rozgrywającej.
W latach 2002–2004 była liderką strzelczyń Fairleigh Dickinson Knights, w całej karierze uzyskała 1664 punkty. Ustanowiła rekord zespołu w liczbie celnych rzutów za 3 punkty (81), uzyskanych w trakcie pojedynczego sezonu (2002/03), co jest dziesiątym najlepszym wynikiem w konferencji Northeast. Przez trzy sezony przewodziła Knights pod względem asyst, uzyskując ich 493 w karierze, co zapewniło jej drugą pozycję na liście wszech czasów zespołu.

## Osiągnięcia
Na podstawie, o ile nie zaznaczono inaczej.
NCAA
- Zaliczona do:
  - I składu:
    - debiutantek konferencji Northeast (NEC – 2001)
    - NEC (2002, 2004)

  - II składu:
    - NEC (2003)
    - All-Metropolitan (2002, 2004)

  - Galerii Sław Sportu Fairleigh Dickinson University (2015)

Drużynowe
- Mistrzyni: 
  - Polski (2009)
  - Rumunii (2010)[3]
- Finalistka:
  - pucharu Polski (2009)
  - superpucharu Polski (2008)

Indywidualne
- Liderka w asystach:
  - PLKK (2006)[4]
  - ligi rosyjskiej (2008)[5]

Reprezentacja
- Brązowa medalistka mistrzostw Europy (2007)
- Uczestniczka:
  - igrzysk olimpijskich (2008 – 6. miejsce)
  - Eurobasketu (2007, 2009 – 4. miejsce, 2011 – 9. miejsce)
  - mistrzostw świata (2010 – 4. miejsce)
  - kwalifikacji do Eurobasketu (2001, 2005)
  - mistrzostw Europy U–16 (1995 – 5. miejsce)
- Zaliczona do I składu mistrzostw Europy (2007)